# Ronsolden
Ronsolden (bairisch: Rahsoln) ist ein Ortsteil der Gemeinde Velburg im Landkreis Neumarkt in der Oberpfalz. 

## Geographie
Das Kirchdorf liegt ca. 3,5 km südlich von Velburg und ca. 5,3 km nördlich von Parsberg.

## Geschichte
Ausgrabungen in den Jahren 1885 und 1887 belegen, dass die Gegend um Ronsolden bereits in der Bronzezeit besiedelt war. In den Jahrbüchern des Bistums Eichstätt wird um das Jahr 1200 eine erste Kirche in Ronsolden erwähnt. Im Wittelsbacher Urbar wurde Ronsolden im Jahr 1285 erstmals urkundlich erwähnt. Darin wird ein Lehen in Rumsolden genannt, das zum Amt Lutzmannstein als Pacht zwei Metzen Vogthafer gab. Im Urbar des Klosters Kastl wird im Jahr 1325 ein Gut in Ronsolden aufgeführt.
1344 verkaufte die Priorin Elsbeth des Predigerordens zum Heiligen Kreuze in Regensburg ihr Eigen zu Ronsolden an Unsere liebe Frau zu Oberweiling.
Im Jahr 1352 verkaufen Anselm und Heinrich Glaphenberger der Frauenkirche in Oberweiling eine Gült aus ihrem Hof in Ronsolden. Im Jahr 1411 verkauft ein Hans Plab aus Parsberg sein Gut zu Ronsolden ebenfalls an die Kirche zu Oberweiling. 1472 verkauft ein Haug von Parsberg die Pfarrei Klapfenberg und damit auch den Ort Ronsolden an die Herrschaft Velburg. Das Kloster Walderbach besaß in Ronsolden einen Hof, für den 1493 ein Erbbrief ausgestellt wurde. In Ronsolden, das erst im 16. Jahrhundert zu Herrschaft Velburg gelangte, fand sich eine ähnliche Besitzaufsplitterung wie in den anderen Dörfern dieser Gegend.
Die Katholische Filialkirche St. Maria und Margaretha, ein Saalbau mit eingezogenem Polygonalchor, Zwiebelhaube und Giebeldachreiter (Ursprünge spätromanisch aus dem 13. Jahrhundert), wird im Jahr 1719 in ihrer jetzigen Form errichtet.
Zusammen mit den Orten Pathal und Freudenricht wird Ronsolden im Jahr 1808 zu einem eigenen Steuerdistrikt zusammengefasst. Um das Jahr 1820 wird aus den Orten Raisch (Wüstung im jetzigen Truppenübungsplatz Hohenfels), Pathal, Freudenricht und Ronsolden die Gemeinde Ronsolden gebildet. Um 1830 kommt der Ort Klapfenberg zur damaligen Gemeinde Ronsolden. Ab 1947 wird Ronsolden mit elektrischem Strom versorgt, 1960 erfolgt der Anschluss von Ronsolden an die Hörmannsdorfer Wasserversorgung. Im Jahr 1972 wird die politische Gemeinde Ronsolden aufgelöst und der Ort in die Stadt Velburg eingemeindet.